# Bauerschaft Voßnacken

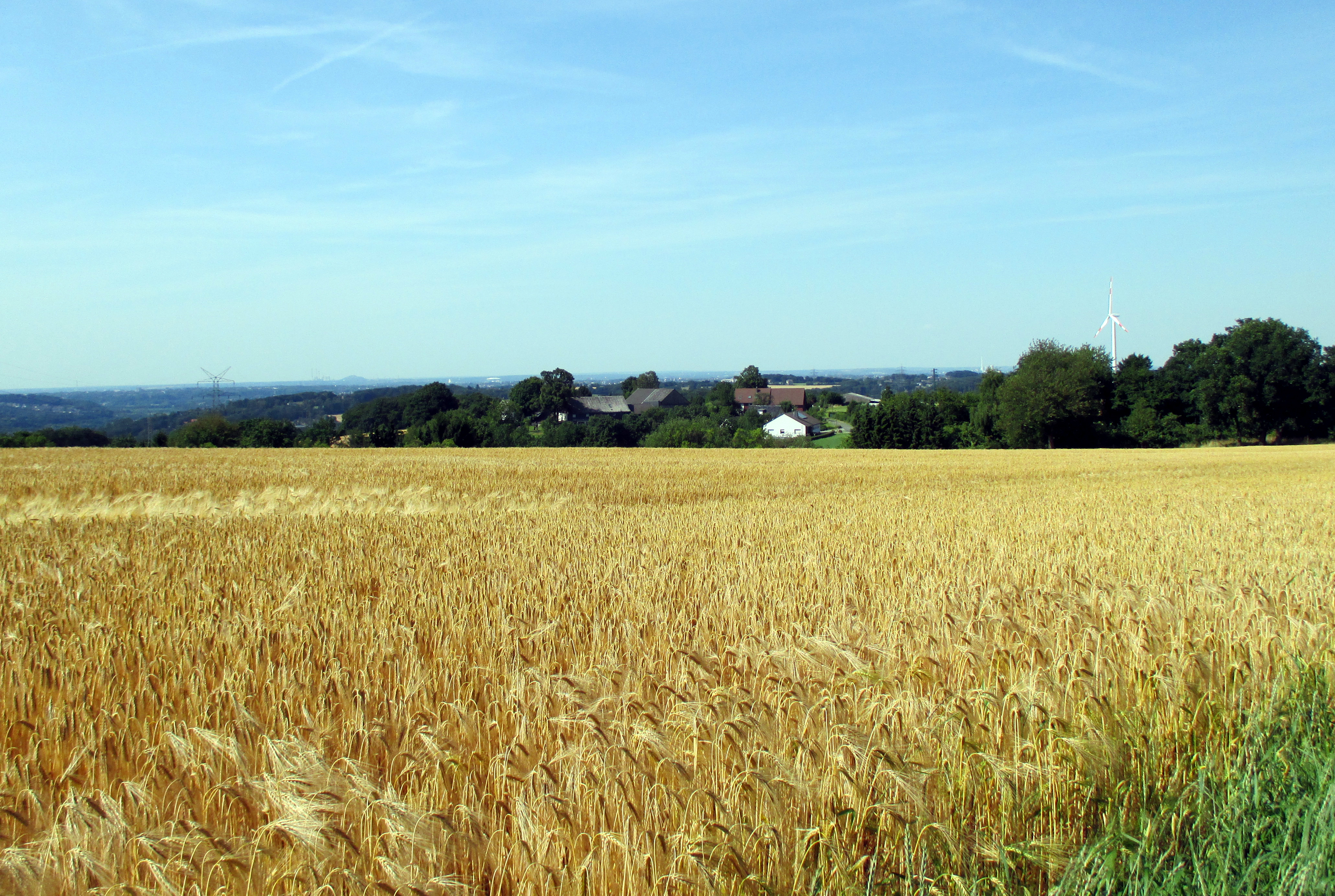
Das Zentrum der Bauerschaft Voßnacken mit Blick ins Ruhrtal

Die Bauerschaft Voßnacken war bis zum 19. Jahrhundert eine der untersten Verwaltungseinheiten im ländlichen Außenbezirk der bergischen Bürgermeisterei Hardenberg im Kreis Elberfeld des Regierungsbezirks Düsseldorf innerhalb der preußischen Rheinprovinz.
Ihre geografische Ausdehnung war nahezu deckungsgleich mit dem Höhenzug Voßnacken der naturräumlichen Einheit Voßnacken innerhalb des Bergisch-Märkischen Hügellands. In der Schreibweise Vossnacken wird heute ein Ortsteil von Velbert bezeichnet.
Zuvor gehörte die Bauerschaft zur Herrschaft Hardenberg im Herzogtum Berg. Im Zuge einer Verwaltungsreform innerhalb des Großherzogtums Berg wurde 1808 die Bürgermeisterei Hardenberg gebildet.
Laut der Statistik und Topographie des Regierungsbezirks Düsseldorf von 1832 gehörten zu der Bauerschaft folgende untergeordnete Ortschaften und Wohnplätze: Zu Schumanns, Zu Middeldorf, Zu Tackenhaus, Am Hosten, Am Knollen, Aufm Pollen, Aufm Ellerscheid und Am Singscheidt.
Das Gemeindelexikon für die Provinz Rheinland listet die Ortschaften und Wohnplätze 1888 detailliert auf: Bösenes, Bohnenbusch, Braken, Brandenberg, Brandenbergshäuschen, Büschen, Egge, Eickelbeck, Elberscheid, Gauskamp, Große Heeg, Grünensiepen, Häusgen, Halbe Egge, Heide, Hitzberg, Höhe, Hösten, Hobbelshütte, In der Wünne, Klingelpütt, Knollen, Kommandeur, Krampen, Krampenhof, Lassa, Middeldorf, Morgensonne, Neue Heeg, Neuenhaus, Neuhauskothen, Nierenhof, Pollen, Pollerhäuschen, Prielshaus, Ridderhäuschen, Rolland, Schaafkanzel, Scherrenberg, Schniedersheeg, Schnorrkolben, Schumanns, Siepken, Singscheiderberg, Singscheiderhof, Steinbrück, Steinbrückerhäuschen, Stiefges, Stöcken, Straße, Strötershäuschen, Tackenhaus, Türkesheeg, Ulmesdahl, Voßnackerberg, Voßnacker Schule, Weinberg, Wewersbeck und Zereskothen. Zu dieser Zeit lebten in diesen Orten 974 Menschen in 97 Wohnhäusern.